# Ważąca perły

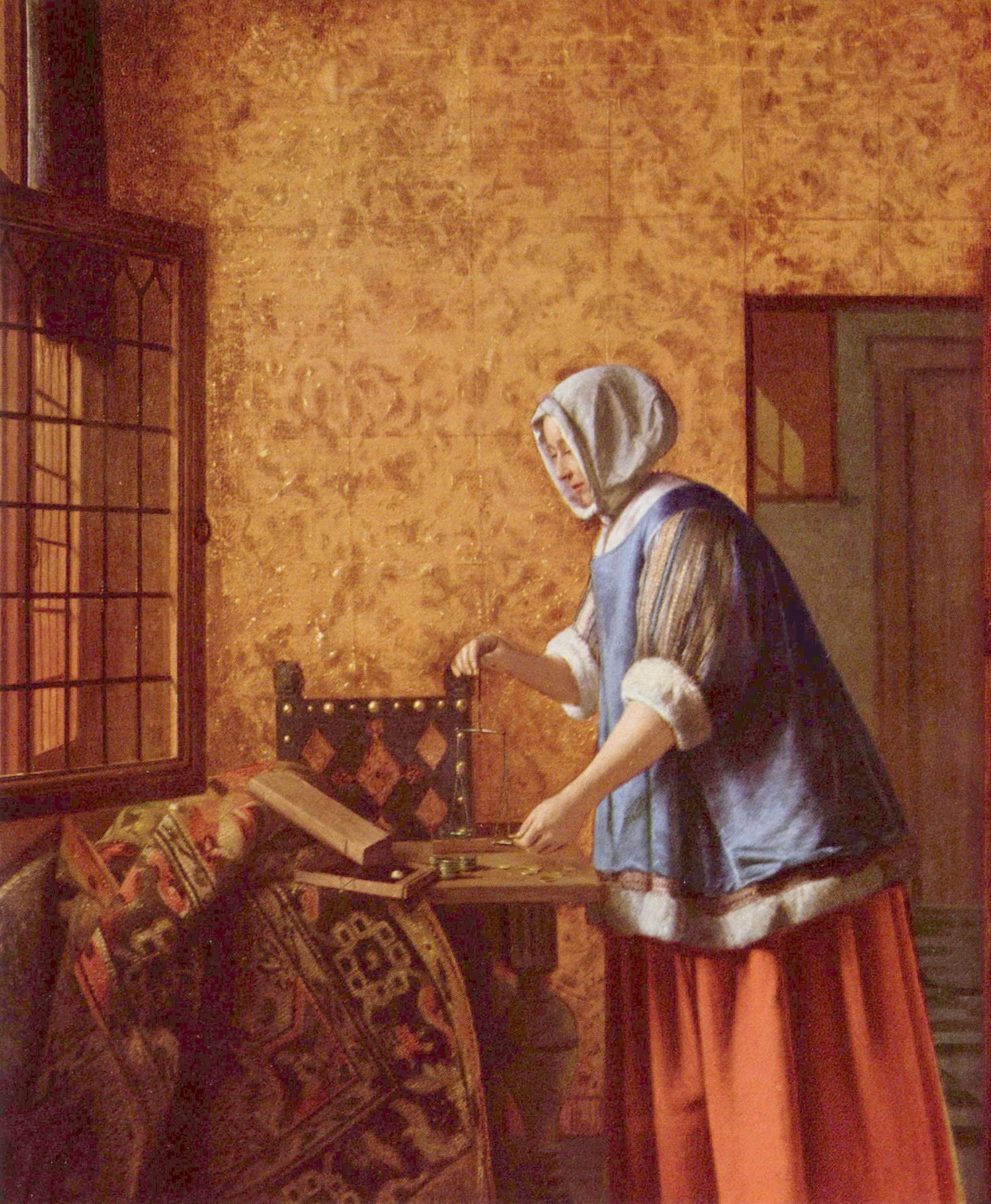
Pieter de Hooch, Ważąca złoto, ok. 1664

Ważąca perły albo Kobieta z wagą (niderl. Vrouw met weegschaal) – obraz Jana Vermeera datowany na ok. 1662–1665 rok. Znajduje się w National Gallery of Art w Waszyngtonie. Obraz nie jest sygnowany.
Scena rozgrywa się we wnętrzu, w którym przy stole stoi kobieta. Być może jest ona brzemienna, ale możliwe, że nosi modny wówczas typ ubioru. Z lewej strony z okna pada światło, przytłumione przez żółtą kotarę. Mimo to część obrazu pozostaje w mroku i obraz podzielony jest po przekątnej na strefę jasną i ciemną. Na stole znajdują się pudełka i sznury pereł, na szarawej ścianie zawieszony jest obraz, a naprzeciw kobiety – lustro.
Kobieta w prawej ręce trzyma wagę i ze skupieniem się w nią wpatruje, lewą opiera lekko na stole. Szalki wagi są idealnie zrównoważone.
Być może obraz ten jest nie tylko zwykłą sceną rodzajową; interpretowany bywa w różny sposób. Na alegoryczne przesłanie wskazuje Sąd Ostateczny, zawieszony za plecami kobiety. W efekcie scenę można odczytywać w dwóch wymiarach: wiecznym, gdzie Chrystus ocenia i sądzi ludzkie czyny, waży dobro i zło oraz ziemskim, gdzie ważone są perły, symbol marności (vanitas) i pychy. Niektórzy badacze wskazywali nawet na analogie między ważącą a Maryją.
Zazwyczaj przyjmuje się, że kobieta waży perły, lecz po badaniu pod mikroskopem okazało się, że szalki wagi są puste. Arthur K. Wheelock, badacz twórczości Vermeera, zasugerował, że kobieta nie waży kosztowności, lecz własne czyny, a zgodnie z głównym przesłaniem dzieła człowiek w swoim życiu powinien kierować się umiarem i wyważonym sądem.
Motyw kobiety z wagą pojawiał się już wcześniej w sztuce holenderskiej – podejmowany był on kilkakrotnie przez Leonaerta Bramera, a także przez Pietera de Hoocha (Ważąca złoto, ok. 1664). Ani obraz Ważąca perły Vermeera, ani Ważąca złoto Hoocha, nie jest datowana, niemniej jednak Albert Blankert przypuszcza, że to Vermeer swój obraz zainspirował dziełem Hoocha.